# 健康ワンポイント
健康ワンポイント（けんこうワンポイント）は、社団法人国民健康保険中央会が、国民の健康意識を高め、より一層の健康増進を目的として提供していたラジオ番組で、全国38局のラジオ局で毎週月曜から金曜まで放送していた。またこの番組の内容はインターネットの共同通信社サイトでも全文掲載していた。健康づくりや病気の予防に役立つ、季節に合ったタイムリーな情報を、週がわりで専門家へインタビューするという形式であった。ニッポン放送制作で、インタビュアーはニッポン放送アナウンサー・那須恵理子。2001年10月1日に開始し、2005年4月1日に終了した。本番組終了後、ニッポン放送では『ラジオ・ケアノート』として同一趣旨の番組を継続した。

## 放送終了時のネット局と放送時間
※放送時間帯は多少前後する 
- LFニッポン放送 11:22 - 11:27（有楽町情報交差点内）
- STVラジオ  17:35 -  （ドライビングパートナー・STVホットライン内）
- RAB青森放送 15:20 -  （あおもりTODAY内）
- IBC岩手放送 15:55 -  （ワイドステーション内）
- TBC東北放送 12:45 -
- ABS秋田放送 11:30 -
- YBC山形放送 12:40 -
- RFCラジオ福島 9:30 -  （ほっとタイム内）
- IBS[注 1] 茨城放送 16:25 -  （阿部重典の@内）
- CRT栃木放送 16:10 -  （本町8階交差点内）
- BSN新潟放送 15:50 -  （石塚かおりのゆうわく伝説内）
- SBC信越放送 10:25 -
- YBS山梨放送 15:40 -
- KNB北日本放送 12:25 -
- MRO北陸放送 9:25 -  （今日もシャキっと内）
- FBC福井放送 10:55 -  （げんき一番内）
- SBS静岡放送 11:10 -  （中村こずえの〜smile for you〜内）
- SF東海ラジオ放送 8:34 -  （小島一宏 モーニングあいランド内）
- GBS岐阜放送 16:25 -  （ゆうかんHotタイム内）※2005年3月終了。
- KBS京都放送 17:55 -
- MBS毎日放送 15:54 -
- CRKラジオ関西 15:40 -
- WBS和歌山放送 16:05 -
- BSS山陰放送 16:30 -
- RSK山陽放送 14:35 -  （どきどき!ラジオタウン内）
- RCC中国放送 12:25 -
- KRY山口放送 16:20 -
- JRT四国放送 16:25 -
- RNC西日本放送 16:05 -  （情報てんこもりラジオでDON内）
- RNB南海放送 15:30 -  （まいど!内）
- RKC高知放送 16:30 -
- KBC九州朝日放送 10:48 -  （スター高橋 ドッキリ!マル秘報告内）
- NBC長崎放送 15:55 -  （満腹ワイド ラジDONぶり内）
- RKK熊本放送 13:34 -
- OBS大分放送 18:10 -
- MRT宮崎放送 16:05 -
- MBC南日本放送 16:55 -
- ROKラジオ沖縄 16:25 -  （こちら西町ラジオ村内）